# Ferrovia Neuchâtel-Le Locle
La ferrovia Neuchâtel-Le Locle è una linea ferroviaria a scartamento normale della Svizzera.

## Storia
Il 23 novembre 1853 venne stipulata da parte del Gran Consiglio del canton Neuchâtel la concessione per la costruzione della linea; il 16 giugno 1855 si costituì la Compagnie neuchâteloise du Chemin de fer par le Jura-Industriel (JI), per la costruzione e l'esercizio della ferrovia, a cui il Gran Consiglio neocastellano cedette la concessione il 23 novembre 1855. Azionisti principali della JI erano, oltre al cantone, il patriziato di Neuchâtel, i comuni di Le Locle e di La Chaux-de-Fonds. Il 1º luglio 1857 fu inaugurata la prima tratta, tra La Chaux-de-Fonds e Le Locle, aperta all'esercizio il giorno seguente. Il 27 novembre 1859 aprì la tratta tra Les Convers e La Chaux-de-Fonds; quattro giorni dopo fu la volta della Neuchâtel-Les Hauts-Geneveys. La linea fu completata, dopo aver perforato il tunnel des Loges, il 14 luglio 1860.
In continue difficoltà finanziarie, a causa dei costi di costruzione (tanto da dover richiedere un prestito di un milione di franchi da parte del Consiglio federale), la JI venne dichiarata fallita il 3 gennaio 1861. La società rimase in amministrazione provvisoria fino al 1865, anno nel quale fu acquistata dalla Nouvelle Compagnie du chemin de fer par le Jura-Industriel. Nel 1875 la linea fu ceduta alla Compagnie des chemins de fer du Jura bernois (JB), divenuta Jura-Bern-Luzern-Bahn (JBL) nel 1884.
Con un contratto siglato il 25 maggio 1885 il canton Neuchâtel rilevò dalla JBL la ferrovia, a causa della gestione ritenuta non adatta agli interessi delle località servite; l'esercizio fu affidato alla Société d'exploitation du Chemin de fer du Jura neuchâtelois (JN), fondata a Neuchâtel il 10 ottobre 1885, a partire dal 1º gennaio 1886. Nel frattempo, il 4 agosto 1884, era stata aperta la tratta tra Le Locle e la stazione di frontiera di Le Locle-Col-des-Roches, che permetteva il collegamento con la Francia attraverso la ferrovia proveniente da Besançon. La JN venne in seguito liquidata; la gestione della linea fu rilevata, a partire dal 1º gennaio 1900, dalla Compagnie du Jura-Neuchâtelois.
A seguito di un contratto stipulato il 4 novembre 1912 la linea passò alla Confederazione; le Ferrovie Federali Svizzere subentrarono nell'esercizio a partire dal 1º luglio 1913.
La linea venne elettrificata il 30 settembre 1931; i primi treni a trazione elettrica entrarono in servizio dal successivo 4 ottobre.

## Caratteristiche
La linea, a scartamento normale, è lunga 38,84 km. La linea è elettrificata a corrente alternata monofase con la tensione di 15.000 V alla frequenza di 16,7 Hz; la pendenza massima è del 27 per mille. È a binario unico, tranne che nel tratto tra Neuchâtel e Vauseyon.

### Percorso
|  |  | Continuation backward |

|  | Unknown route-map component "CONTgq" | Unknown route-map component "ABZg+r" |

|  |  | Station on track |

|  |  | Non-passenger station/depot on track |

| 73,96 |
| 1,37  |

|  |  |  | Unknown route-map component "ABZgl" | Unknown route-map component "CONTfq" |

|  |  | Enter and exit tunnel |

|  |  | Stop on track |

|  |  | Station on track |

|  |  | Enter and exit short tunnel |

|  |  | Enter and exit short tunnel |

|  |  |  | Unknown route-map component "ABZl+l" | Unknown route-map component "KBHFeq" |

|  |  | Unknown route-map component "eHST" |

|  |  | Station on track |

|  | Unknown route-map component "uexKBHFa" | Station on track |

| Unknown route-map component "uexCONTgq" | Unknown route-map component "uexSTRr" | Straight track |

|  |  | Enter and exit tunnel |

|  |  | Unknown route-map component "eBHF" |

|  | Unknown route-map component "exCONTgq" | Unknown route-map component "eABZgr" |

|  |  | Enter and exit tunnel |

| Unknown route-map component "CONTgq" | Unknown route-map component "STR+r" | Straight track |

|  | Unknown route-map component "tSTRa" | Unknown route-map component "tSTRa" |

|  | Unknown route-map component "STR+l" | Unknown route-map component "tKRZ" | Unknown route-map component "tKRZ" | Unknown route-map component "CONTfq" |

| Stop on track | Unknown route-map component "tSTRe" | Unknown route-map component "tSTRe" |

| Unknown route-map component "CONTgq" | Unknown route-map component "ABZg+r" | Unknown route-map component "ABZg+l" | One way rightward |  |

| End station | Station on track |  |

| Unknown route-map component "eHST" |

| Unknown route-map component "eHST" |

| Stop on track |

| Head station | Station on track |  |

| Unknown route-map component "CONTgq" | One way rightward | Straight track |  |  |

| Unknown route-map component "STRo" |

| Station on track |

| Unknown route-map component "tSTRa" |

| Unknown route-map component "tZOLL" |

| 39,58  |
| 481,74 |

| Unknown route-map component "tSTRe" |

| Continuation forward |

La linea parte dalla stazione di Neuchâtel, e condivide poco più di 1 chilometro (fino al bivio di Vauseyon), con la ferrovia Losanna-Olten. Fino a Rochefort la linea corre a mezza costa sulle prime pendici del massiccio del Giura, prima di compiere un regresso in località Chambrelien, indispensabile per poter superare il dislivello tra Neuchâtel (situata a 482 metri sul livello del mare) e La Chaux-de-Fonds (a 991 metri sul livello del mare). Da Chambrelien la linea attraversa la parte occidentale della Val-de-Ruz prima di sottopassare con una galleria lunga oltre 3 chilometri il massiccio giurassiano ed arrivare a Les Convers, località da cui, fino al 1888, si diramava la linea per Bienne. Dopo un'ulteriore galleria sotto il Mont Sagne si arriva a La Chaux-de-Fonds. Un'ulteriore galleria sotto il col des Roches porta a Le Locle; poco più di un chilometro dopo si trova la stazione di frontiera di Le Locle-Col-des-Roches, oltre la quale si trova la galleria che divide Francia e Svizzera, oltre la quale la linea prosegue verso Besançon.

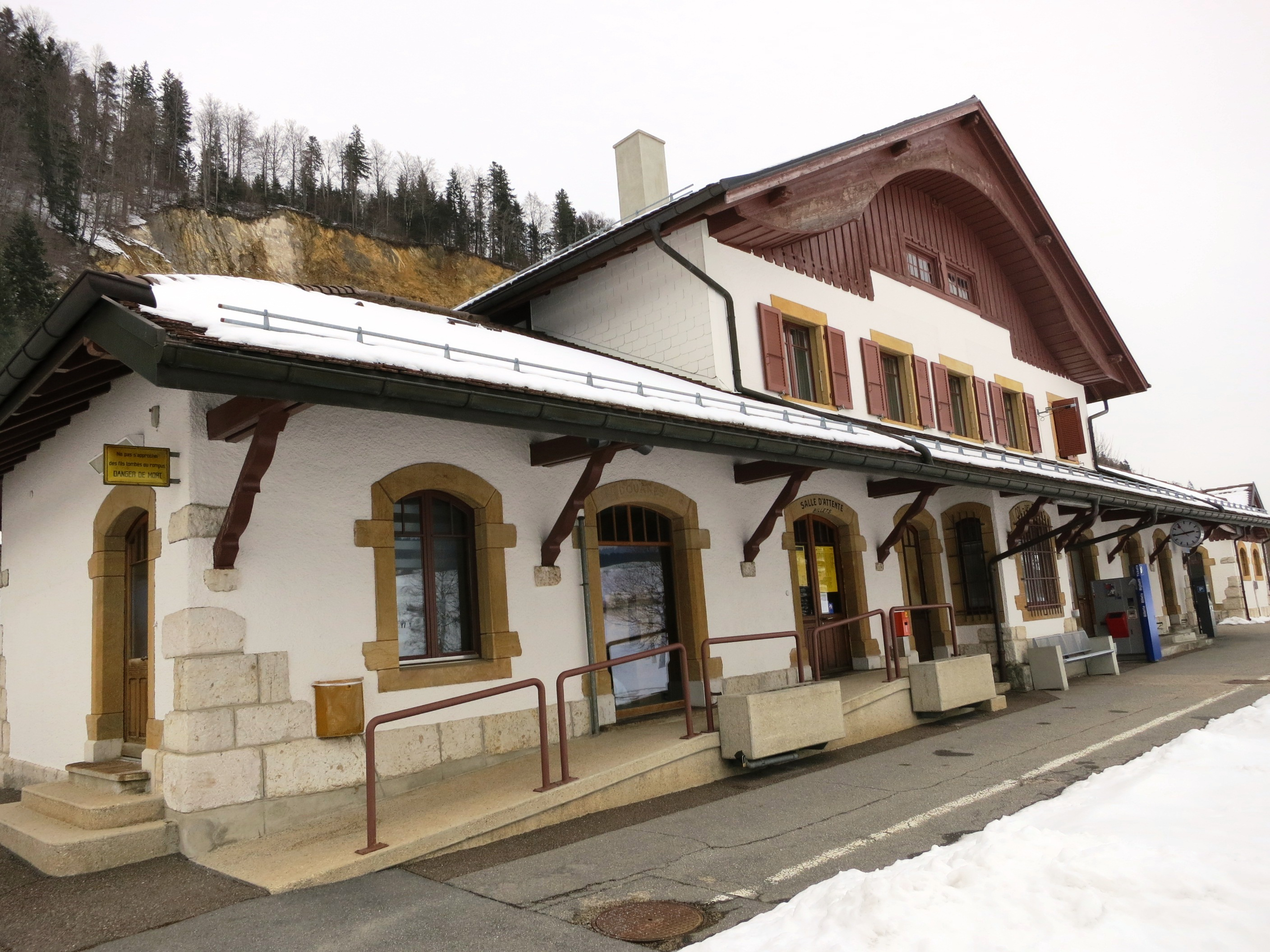
La stazione di confine di Le Locle-Col-des-Roches